# Crescendo van Berkel
Crescendo van Berkel (Den Haag, 6 april 1992) is een voormalig Nederlands profvoetballer die als verdediger speelde. 

## Loopbaan
Van Berkel speelde in de jeugd voor H.V. & C.V. Quick en Sparta Rotterdam waar hij ook twee seizoenen in het eerste team speelde. Hij tekende in augustus 2015 een contract tot medio 2017 bij Telstar, dat hem transfervrij overnam van Roda JC. In juli 2017 tekende hij, nadat hij eerst stage liep bij Dundee FC, een contract voor 1,5 jaar bij Sandefjord in Noorwegen. In mei 2018 werd zijn contract ontbonden. In juli 2018 verbond hij zich aan Lee Man FC uit Hongkong. In maart 2020 kwam hij zonder club te zitten. In februari 2020 sloot Van Berkel aan bij SVV Scheveningen in de Tweede divisie.

## Statistieken
| Seizoen | Club             | Competitie               | Wedstrijden | Goals |
| ------- | ---------------- | ------------------------ | ----------- | ----- |
| 2012/13 | Sparta Rotterdam | Eerste divisie           | 20          | 1     |
| 2013/14 | Sparta Rotterdam | Eerste divisie           | 10          | 0     |
| 2014/15 | Roda JC Kerkrade | Eerste divisie           | 10          | 0     |
| 2015/16 | Telstar          | Eerste divisie           | 26          | 1     |
| 2016/17 | Telstar          | Eerste divisie           | 23          | 3     |
| 2017    | Sandefjord       | Tippeligaen              | 9           | 0     |
| 2018    | Sandefjord       | Tippeligaen              | 0           | 0     |
| 2018    | Lee Man          | Hong Kong Premier League | 8           | 0     |
| Totaal  | Totaal           | Totaal                   | 106         | 5     |